# Pragersko
Pragersko – wieś w Słowenii, w gminie Slovenska Bistrica. W 2018 roku liczyła 1130 mieszkańców.